# Syedra parvula
Syedra parvula är en spindelart som beskrevs av Kritscher 1996. Syedra parvula ingår i släktet Syedra och familjen täckvävarspindlar.
Artens utbredningsområde är Malta. Inga underarter finns listade i Catalogue of Life.